# Namensgebung des Persischen Golfs
Der Persische Golf, der die Arabische Halbinsel vom Iranischen Hochland trennt, hatte im Laufe der Geschichte verschiedene Namen.
Varianten der Bezeichnung „Persischer Golf“ (persisch خليج فارس chalidsch-e fārs, benannt nach der Region Fars im Süden Irans) sind seit vorchristlicher Zeit in persischen und griechischen sowie seit islamischer Zeit in arabischen (arabisch الخليج الفارسي al-chalidsch al-fārsī) und europäischen Quellen nachweisbar, doch haben Rivalitäten zwischen Arabern und Persern dazu geführt, dass sich der Neologismus „Arabischer Golf“ (arabisch الخليج العربي al-chalīdsch al-ʿarabī) in vielen arabischen Ländern durchgesetzt hat und vereinzelt in westlichen Medien auftaucht. Der Namensstreit sorgte mehrmals für diplomatische Spannungen zwischen Iran und den arabischen Staaten. Der Name „Persischer Golf“, der in den meisten Sprachen etabliert ist, wird seitdem von den meisten arabischen Staaten überhaupt nicht mehr verwendet.

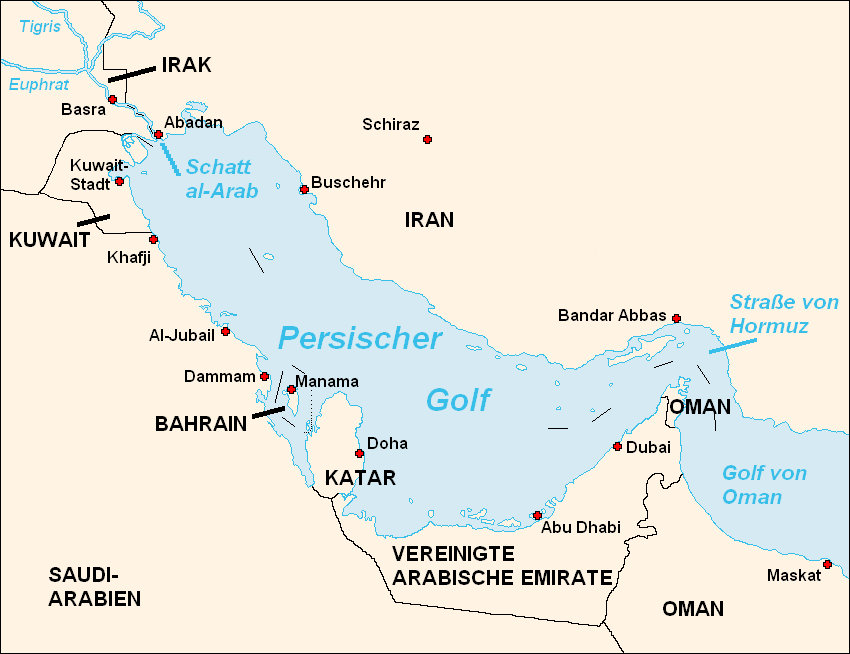
Der Persische Golf

## Historische Entwicklung

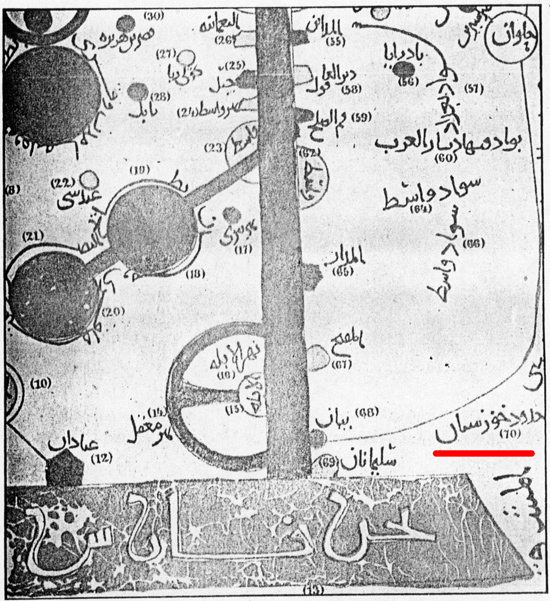
Arabischsprachige Regionalkarte des Geographen al-Istachrī aus dem 9. Jahrhundert, welcher die Bezeichnung „Persisches Meer“ benutzt.

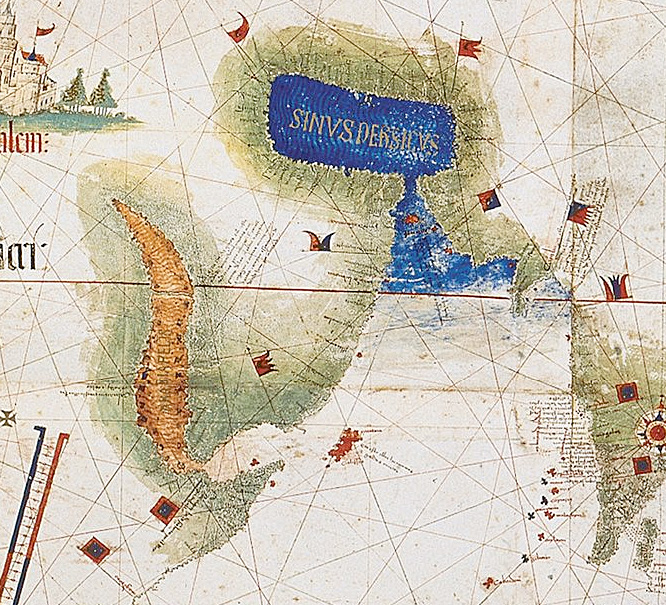
Detail der berühmten Cantino-Planisphäre, eine portugiesische Weltkarte aus dem Jahr 1502: Der Persische Golf „Sinus Persicus“, die Straße von Hormus, die Insel Sokotra (rot eingefärbt), das Rote Meer

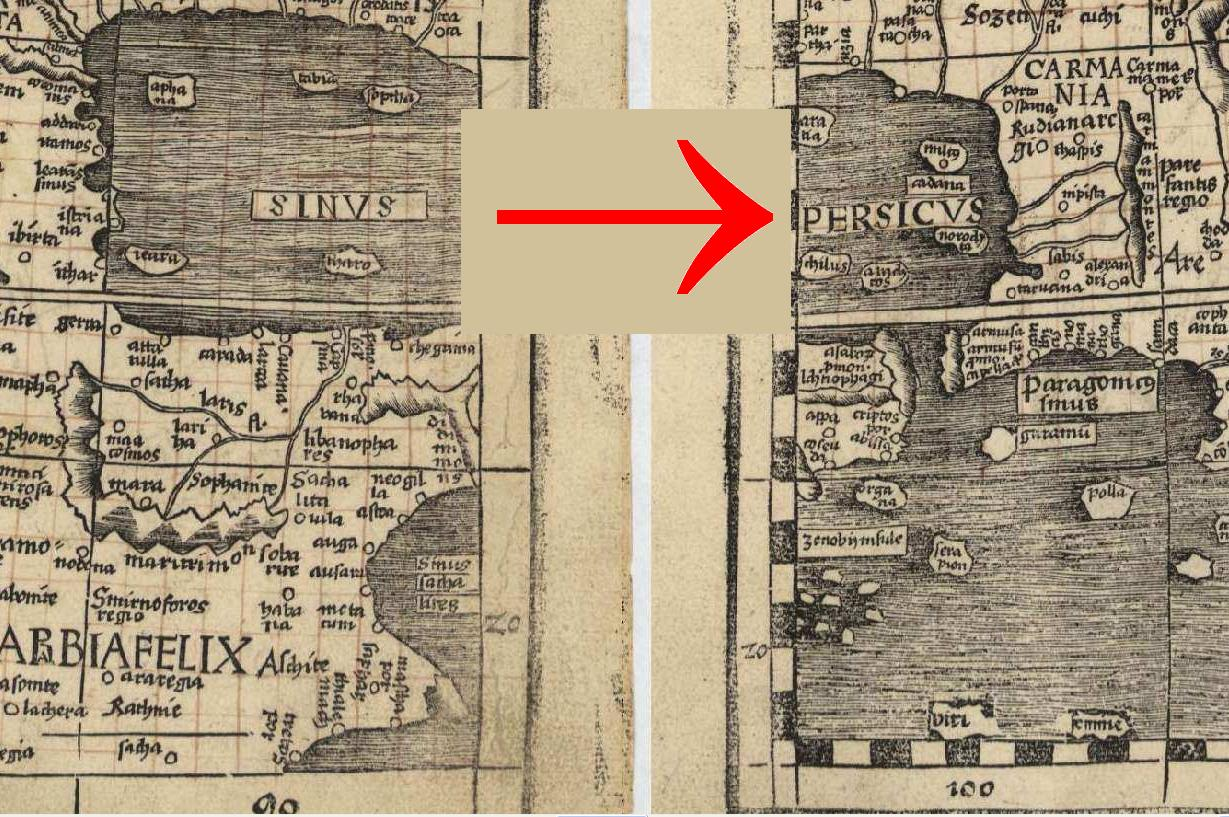
Name des Persischen Golfs in der Waldseemüller-Karte von 1507

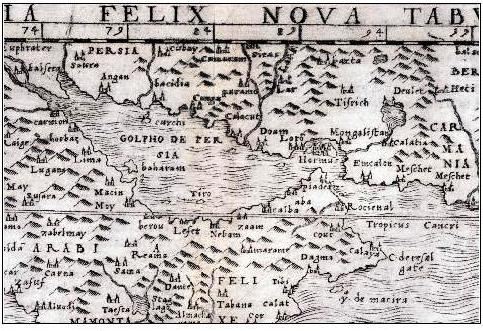
Die Regionalkarte des italienischen Kartographen Giacomo Gastaldi aus dem Jahr 1548 gilt als erste „moderne“ Karte der Region und verwendet die Bezeichnung „Golpho de Persia“ („Persischer Golf“).

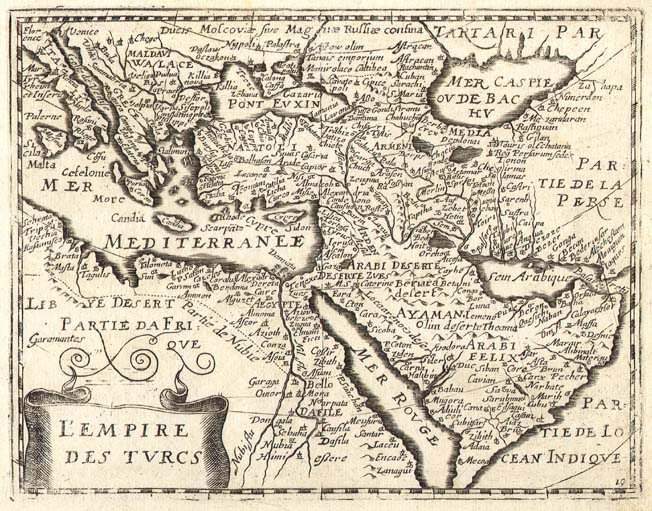
In dieser Karte von 1667 wird der Golf als „Sein Arabique“ (Arabischer Golf) bezeichnet.

Bezeichnung Persischer Golf in Latein auf einer Karte von 1689.

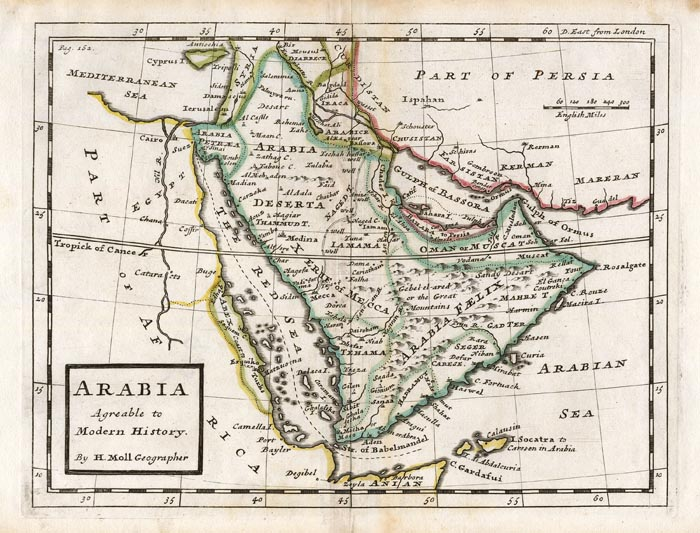
In dieser Karte von 1717 verwendet der Kartograph Herman Moll die Bezeichnung „Gulph of Bassora“ für den Persischen Golf, in anderen Karten für die Encyclopedia Britannica verwendet er jedoch die Bezeichnung Persischer Golf für die Wasserstraße und „Sinus Arabicus“ für das Rote Meer.

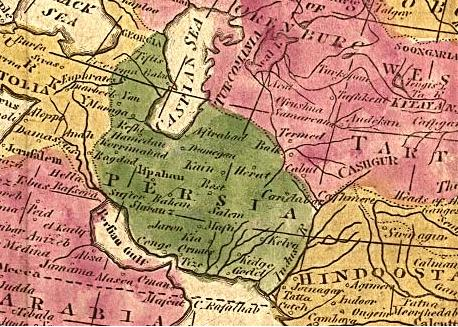
Auf dieser britischen Karte von 1808 wird der Golf als „Persischer Golf“ bezeichnet.

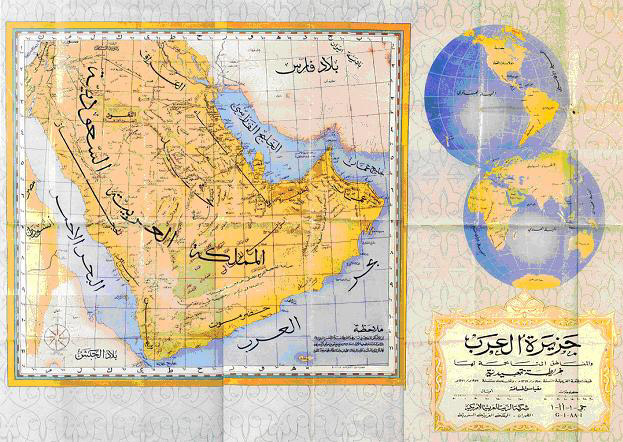
Arabische Karte von 1952, auf welcher der Golf noch als „Persischer Golf“ bezeichnet wird.

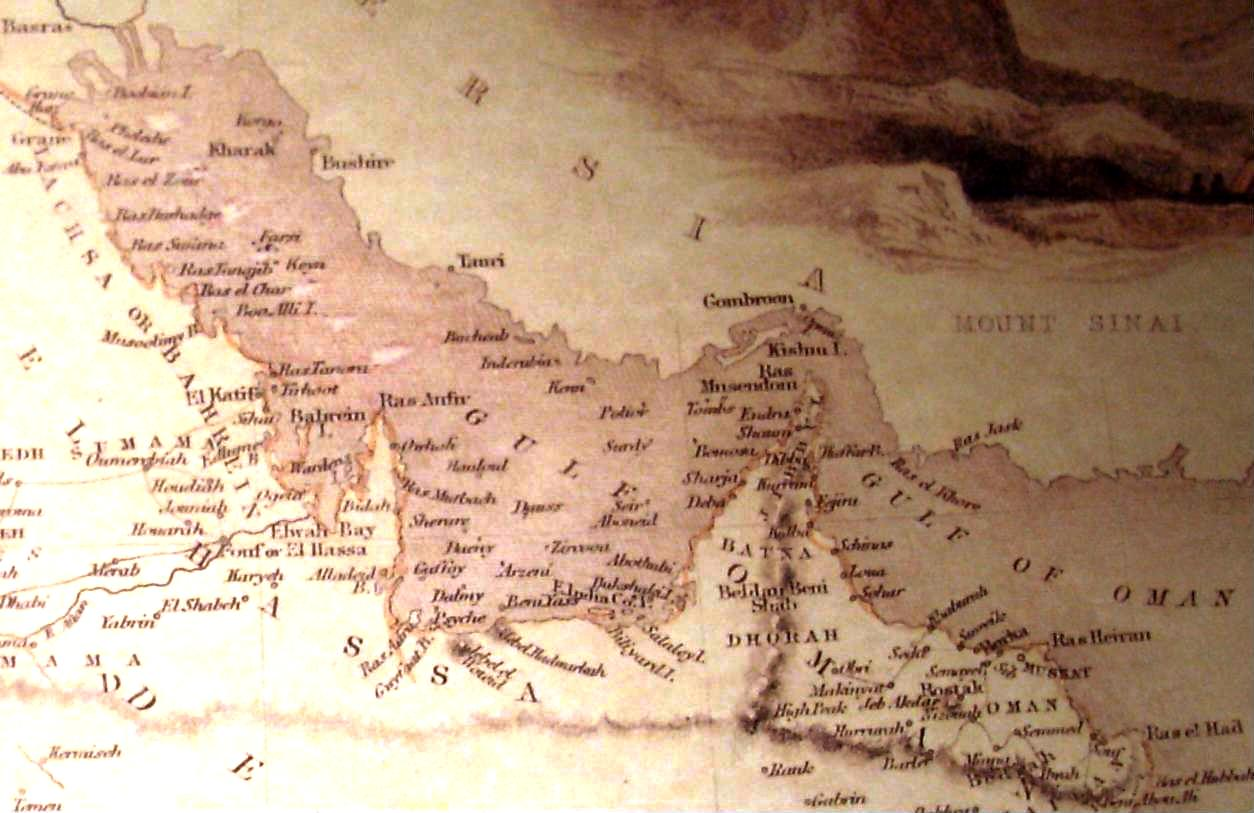
Von dieser historischen Karte in Dubai wurde das Wort Persischer von Persischer Golf entfernt.

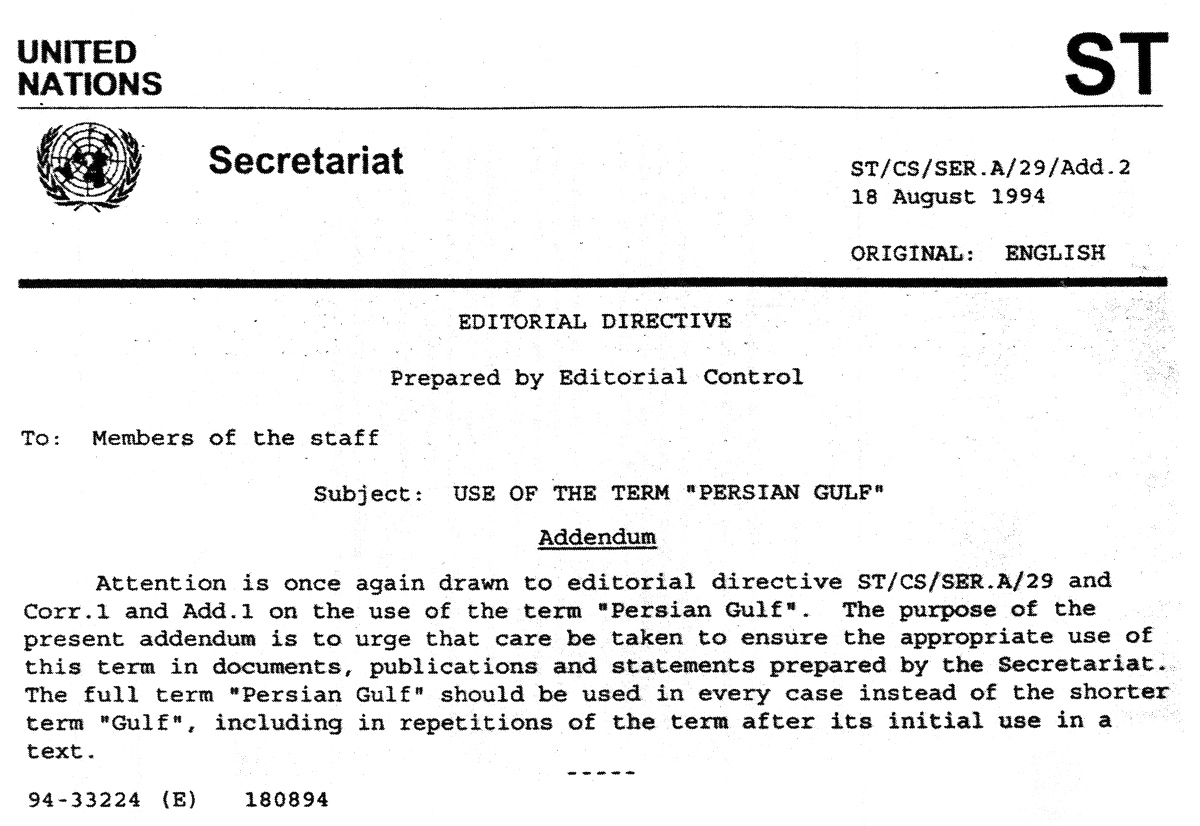
Die Vereinten Nationen empfehlen den Namen Persischer Golf.

Auf fast allen vor 1960 gedruckten Karten und in den meisten modernen internationalen Verträgen und Dokumenten wird die Wasserstraße als „Persischer Golf“ bezeichnet. Dies entspricht der traditionellen Benennung seit den griechischen Geographen Strabon und Claudius Ptolemäus sowie den geopolitischen Realitäten der damaligen Zeit mit einem starken Perserreich, welches die gesamte Nordküste kontrollierte und dem vereinzelte Emirate an der arabischen Küste gegenüberstanden.
Als in den 1960er Jahren der arabische Nationalismus zunahm, setzte sich in den arabischen Staaten zunehmend die Bezeichnung „Arabischer Golf“ durch. Diese Entwicklung wurde durch den sinkenden politischen und wirtschaftlichen Einfluss Irans in der englischsprachigen westlichen Welt seit der Islamischen Revolution von 1979 verstärkt, was zu einer gesteigerten Akzeptanz der alternativen Bezeichnung „Arabischer Golf“ führte.
Die Bezeichnung „Arabischer Golf“ (lateinisch Sinus Arabicus) wurde im Altertum als Bezeichnung für das Rote Meer verwendet. Dieser Begriff wurde unter anderem von Strabon und Ptolemäus in die europäischen Karten übernommen, die das Rote Meer Sinus Arabicus („Arabischer Golf“) nannten. Beide antiken Geographen verwendeten auch den Namen Sinus Persicus (Persischer Golf), welcher sich auf die Wasserstraße zwischen der arabischen Halbinsel und Iran bezieht. In der frühen islamischen Zeit verwendeten muslimische Geographen ähnliche Begriffe wie Persisches Meer (arabisch البحر الفارسي al-Baḥr al-Fārsī) oder Persischer Golf. In der frühen Neuzeit verwendeten die meisten europäischen Karten ähnliche Bezeichnungen wie Sinus Persicus oder Golfo di Persia für den Persischen Golf.
Durch die osmanische Eroberung Bagdads von 1534 erhielten die Türken mit dem Hafen Basras an der Golfspitze einen Zugang zum Indischen Ozean. Dies fiel zeitlich mit den frühen kartographischen Bemühungen des Gerhard Mercator zusammen, welcher 1541 versuchte, aktuelle Globen und Karten herzustellen, auf denen er den Golf als Sinus Persicus, nunc Mare de Balsera („Persischer Golf, jetzt Meer von Basra“) bezeichnete. Auf seiner Weltkarte von 1569 bezeichnete er den Golf jedoch als Mare di Mesendin (nach der Halbinsel Musandam im heutigen Oman), während sein Kontrahent Abraham Ortelius für seinen Weltatlas von 1570 die Bezeichnung Mare El Catif, olim Sinus Persicus (nach dem arabischen Hafen Qatif) verwendete. Für den Golfzugang, der Straße von Hormus, wählte er jedoch die Bezeichnung Basora Fretum (Straße von Basra). Trotz dieser Differenzen verbreitete sich der Begriff Persischer Golf immer mehr, die Türkei verwendet jedoch bis heute den Begriff „Golf von Basra“ (Basra Körfezi).

## Aktuelle Entwicklung
Die höchste Spielklasse beim iranischen Fußball wird zur Hervorhebung der Bezeichnung des Golfes Persian Gulf Pro League (persisch لیگ برتر خلیج فارس) genannt. Infolge des Namensstreites nimmt die Iranische Fußballnationalmannschaft nicht am Golfpokal teil.
Nach einem Fußballturnier beim Golfpokal im Oman beschwerte sich der iranische Fußballverband bei der FIFA und der Asiatischen Fußballkonföderation über eine Verzerrung des Golfnamens im Turniernamen.
Infolge des Namensstreites wurden die in der Islamischen Republik Iran geplanten 2. Islamic Solidarity Games gestrichen, die ursprünglich vom Oktober 2009 in den April 2010 verschoben wurden, da sich arabische Staaten nicht mit Iran über die Verwendung der Bezeichnung Persischer Golf einigen konnten.

## Alternativnamen
Die Benennung ist nach wie vor umstritten, da die konkurrierenden Namenskonventionen nicht nur in der internen Literatur von einigen Regierungen unterstützt werden, sondern auch im Umgang mit anderen Staaten und internationalen Organisationen. Einige Parteien verwenden Begriffe wie „Der Golf“ oder „Arabisch-Persischer Golf“.
Auch einige Unternehmen, die in der Golfregion arbeiten, beschäftigen sich mit dem Namensstreit und wählen, je nachdem, ob sie für die arabischen Staaten oder für Iran arbeiten, eine der beiden Benennungsmöglichkeiten oder verwenden wie Saudi Aramco beide Bezeichnungen.
Nach der Iranischen Revolution von 1979 wurde die Bezeichnung „Islamischer Golf“ von Ruhollah Chomeini vorgeschlagen. Diese Idee wurde wieder aufgegeben, nachdem zwischen den muslimischen Nachbarn Irak und Iran der Erste Golfkrieg ausgebrochen war.

## Iranischer Standpunkt
Iran verwendet ausschließlich die Bezeichnung Persischer Golf und erkennt andere Bezeichnungen wie „Golf“ oder „Arabischer Golf“ nicht an.
Flugzeugen, deren Aufschriften andere Bezeichnungen als „Persischer Golf“ verwenden, wird die Einreise in den iranischen Luftraum verweigert. Die iranische Regierung ist nicht der Auffassung, dass den Fluggesellschaften als unparteiischen Unternehmen die Benennung freisteht, und betrachtet dies als Verdrängung des historischen Namens.

### Nationaler Persischer-Golf-Tag
Der Nationale Persische-Golf-Tag wird jährlich am 30. April in Iran, vor allem in den Städten an der Golfküste wie Buschehr und Bandar Abbas, begangen. Dieser Feiertag wurde vom Hohen Rat der Kulturrevolution unter dem Vorsitz des ehemaligen Präsidenten Mohammad Chatami mit dem Hintergrund eingeführt, dass zuvor einige arabische Staaten eine Kampagne zur Umbenennung des Golfs starteten. Die iranisch Post brachte anschließend eine Briefmarkenserie mit dem Titel „Nationaler Persischer-Golf-Tag“ heraus. Beim Nationalen Persischer-Golf-Tag am 30. April 2008 fanden Proteste und Diskussionsveranstaltungen für die Beibehaltung des ursprünglichen Namens des Golfes statt.

## Standpunkt arabischer Staaten
Die meisten arabischen Staaten und die beiden Organisationen Arabische Liga und Golf-Kooperationsrat verwenden die Bezeichnung „Arabischer Golf“. Dagegen ist die Haltung der Organisation für Islamische Zusammenarbeit und der OPEC unbekannt.
Wie der Gesandte Kuwaits Madschdi Ahmad Ibrahim az-Zafiri erklärte, stellt sich Kuwait auf die Seite Irans und verweist auf die historische Benennung des Golfes, die nicht mehr verändert werden könne.

## Standpunkt anderer Staaten und Organisationen

### Vereinte Nationen

#### Sekretariat
Mit dem Namensstreit zwischen den arabischen Staaten und Iran beschäftigten sich auch die Vereinten Nationen und zwei ihrer Unterorganisationen. Das Sekretariat der Vereinten Nationen hat mehrmals festgelegt, dass nur die Verwendung der Bezeichnung Persischer Golf zulässig ist. Dies ist jedoch durch die 1959 herrschenden Mehrheitsverhältnisse in den Vereinten Nationen bedingt. So besaßen die meisten arabischen Golfstaaten als britische Überseegebiete bis 1961/1971 kein Stimmrecht und Iran unterhielt zu den in den Vereinten Nationen dominierenden Vereinigten Staaten gute Beziehungen und erhielt dadurch mehr Aufmerksamkeit. Die Mehrheitsverhältnisse änderten sich erst ab 1960 allmählich, als im „Afrikanischen Jahr“ immer mehr afrikanische Staaten unabhängig und Mitglied der Vereinten Nationen wurden. Die damalige Entscheidung der Vereinten Nationen wurde dennoch nie revidiert und es wurden lediglich Alternativnamen zugelassen.

#### Expertengruppe der Vereinten Nationen für geographische Namen
Die Expertengruppe der Vereinten Nationen für geographische Namen wurde durch den Generalsekretär der Vereinten Nationen im Rahmen der Wirtschafts- und Sozialausschüsse des Rates 715A (XXVII) am 23. April 1959 eingesetzt und empfiehlt die Bezeichnung Persischer Golf.
Die Gruppe diskutierte die Namensgebung im Laufe ihrer 23. Tagung vom 28. März bis 4. April 2006 in Wien. Laut dem Bericht der Sitzung stellte die Gruppe fest, dass es den Ländern nicht untersagt werden kann, Exonyme zu verwenden oder zu schaffen.
Die Verwendung der Bezeichnung „Arabischer Golf“ wurde durch die achte Konferenz der Vereinten Nationen zur Standardisierung geographischer Namen vom 27. August bis September 2002 in Berlin als „fehlerhaft“ bezeichnet.

#### International Hydrographic Organization
Die International Hydrographic Organization verwendet die Bezeichnung „Persischer Golf“, was auf Seite 23 der Grenzen der Ozeane und Meere, Abteilung 41, festgelegt wurde.

### Vereinigtes Königreich
Aufgrund der historischen Bedeutung der Golfregion für das Vereinigte Königreich und der militärischen Präsenz beschäftigte sich das Permanente Komitee für Geographische Namen der britischen Regierung (PCGN) mit der Benennung des Persischen Golfes und legte den Begriff Persischer Golf als korrekte Bezeichnung für das Vereinigte Königreich fest.
Die Australischen Streitkräfte bezeichnen die Meeresstraße als „The Golf“ und den nördlichen Teil des Golfes als „Northern Arabian Gulf“ (NAG).

### Vereinigte Staaten
Da die Vereinigten Staaten militärisch und politisch in der Golfregion aktiv waren und sind, beschäftigte sich deren Bundesregierung mehrmals mit dem Namensstreit um den Persischen Golf. Die Vereinigten Staaten verwenden seit einem Vorschlag des Board of Geographical Names vom Außenministerium der Vereinigten Staaten von 1917 offiziell die Bezeichnung Persischer Golf. Der GNS bezeichnet den Begriff Persischer Golf als den einzigen „offiziellen“ Namen von 14 weiteren Bezeichnungen aus verschiedenen Sprachen wie „Iranischer Golf“, „Golf von Adscham“, „Golf von Basra“, „Arabischer Golf“, „Persisch-Arabischer Golf“, „Golf von Fars“ oder „Farsi-Golf“.
Im Laufe der letzten Jahre, bedingt durch eine verstärkte Zusammenarbeit mit den arabischen Golfstaaten, haben die einzelnen Abteilungen der US-Streitkräfte die Richtlinien für ihre Mitarbeiter gelockert.

### Atlanten und andere Medien
2000 gab die Associated Press ein Handbuch zur Bezeichnung des Golfes heraus: „Persischer Golf ist der seit langem etablierte Name und die beste Wahl. Manche arabische Länder nennen ihn den ‚Arabischen Golf‘. Verwenden Sie ‚Arabischer Golf‘ nur in direkten Zitaten und erklären Sie im Text, dass die Wasserstraße unter dem Namen Persischer Golf besser bekannt ist.“
Einige Atlanten und Medien haben sich auf die Bezeichnung „Der Golf“ festgelegt. Diese Festlegung wurde auch von der British Broadcasting Corporation und vom Times Atlas of the World getroffen.
2004 gab die National Geographic Society eine neue Ausgabe ihres Atlasses heraus, in dem erstmals als Alternative die Bezeichnung „Arabischer Golf“ angegeben wurde. Dies führte zu Protesten von vielen Persern, vor allem in der Online-Community und der iranischen Regierung, welche die Herausgabe und Veröffentlichung der Atlanten in Iran verbot und den Kartografen die Einreise verweigerte. Am 30. Dezember 2004 nahm die Gesellschaft ihre Entscheidung zurück und veröffentlichte eine überarbeitete Ausgabe, in welcher der Golf so bezeichnet wurde: „In der Vergangenheit wurde dieses Gebiet von einigen arabischen Golfstaaten anders bezeichnet und ist dennoch als Persischer Golf bekannt“.
Im Jahr 2004 wurde der Namensstreit Bestandteil einer Google-Bombe von hunderten iranischen Bloggern, welche in Blogs und Internetforen eine tote Webseite, die die arabische Bezeichnung des Golfes trug, verlinkten und von Hackern, welche die Suchergebnisse für „Arabian Gulf“ bei Google manipulierten.
Die iranische Regierung ist nicht der Meinung, dass diese Bezeichnungen unparteiisch sind, und sieht sein eigenes Vorgehen als Bewahrung des historischen Namens. Am 15. Juni 2006 verbot die Islamische Republik Iran den Verkauf von The Economist mit der Begründung, dass eine Karte ein Problem sei, wenn sie den Persischen Golf als „Der Golf“ „falsch bezeichne“.